# Pfungen
Pfungen es una comuna suiza del cantón de Zúrich, situada en el distrito de Winterthur. Limita al norte con las comunas de Dättlikon y Neftenbach, al este con Winterthur, al sur con Oberembrach, y al oeste con Embrach.